# Ürmösi József
Ürmösi József (Siménfalva, 1879. december 28. – Kolozsvár,  1953. január 22.) erdélyi unitárius lelkész, egyházi író.

## Élete
Középiskoláit a kolozsvári Unitárius Főgimnáziumban (1899), a teológiát ugyancsak Kolozsváron végezte. 1903-ban lelkészi oklevelet szerzett, majd teológiai magántanári vizsgát tett (1904). 1904-ben kezdte meg szolgálatát Polgárdiban, de még abban az évben 
Homoródszentpál lelkészévé választották. 26 évig pásztorolta gyülekezetét, minden tudását a falu fejlesztésének szentelte. Gazdakört, tejszövetkezetet szervezett, irányítása mellett a falu gépparkot vásárolt; a szövetkezeti mozgalom érdekében előadásokat tartott. 1912–14 között az Unitárius Szószék és a Dávid Ferenc Füzetek társszerkesztője, 1916–23 között az előbbinek szerkesztője, 1918 után állandó munkatársa az Udvarhelyi Híradónak, az Unitárius Naptárnak és az Unitárius Közlönynek. 1930-tól Kolozsváron volt püspöki titkár.
A gyakorlati teológia körébe tartozó írásait, egyházi beszédeit, cikkeit 1905-től közölte az Unitárius Egyház, Unitárius Szószék, valamint a Huszadik Század és a Világ is.

## Művei
- Nyári vasárnapi tanítások (2 f.). (Kolozsvár, 1906. és 1909.)
- A socialismus és a vallás. (Budapest, 1914.)
- A lelkipásztori gondozás és a gazdasági socialis kérdés. (Uo. 1916.)
- A tartós béke munkálása és a lelkészi hivatás. (Uo. 1918.)
- A nő mai hivatása. (Uo. 1918.)
- A népnevelés (1922)
- Igehirdetésünk kívánalmai. (Kolozsvár, 1924.)
- Gyakorlati prédikációtan. (Uo. 1924.)
- A gyakorlati theologia főbb irányelvei. (Székelyudvarhely, 1929.)
- Bibliai történetek (uo. 1923; újrakiadás, uo. 1938)

Elemi népiskolák számára összeállította Az unitárius egyház rövid története c. tankönyvet (Székelyudvarhely, 1920).